# احتجاجات 1968
تضمنت احتجاجات عام 1968 تصعيدًا عالميًا للنزاعات الاجتماعية التي تميزت في الغالب بالتمردات الشعبية ضد السلطات العسكرية والبيروقراطية، استجابة لازدياد القمع السياسي.
شكلت هذه الاحتجاجات نقطة تحول لحركة الحقوق المدنية في الولايات المتحدة، إذ أنتجت حركات ثورية مثل حزب الفهود السود. باعتباره رد فعل على هجوم تيت، أثارت الاحتجاجات حركة معارضة واسعة لحرب فيتنام في جميع أنحاء الولايات المتحدة وكذلك في لندن وباريس وبرلين وروما. نمت الحركات الاشتراكية الجماهيرية ليس فقط في الولايات المتحدة ولكن أيضًا في معظم البلدان الأوروبية. حظيت فرنسا بأبرز مظاهر هذه المظاهرات الاحتجاجية المندلعة عام 1968، إذ بدأت إضرابات وحشية وصلت إلى عشرة ملايين عامل، وبدا أن الحركة كانت قادرة على الإطاحة بالحكومة خلال عدة أيام. تميزت الاحتجاجات في العديد من البلدان الرأسمالية الأخرى في عام 1968 أيضًا بالكفاح ضد الدكتاتوريات وقمع الحكومات والاستعمار، مثل بداية الاضطرابات في أيرلندا الشمالية ومذبحة تلاتيلولكو في مكسيكو سيتي وتصعيد حرب العصابات ضد الجيش الديكتاتوري في البرازيل.
كانت هناك أيضًا احتجاجات ضد نقص حرية التعبير وانتهاك القيادات البيروقراطية والعسكرية الحقوق المدنية في بعض البلدان الاشتراكية الأخرى. كانت هناك احتجاجات واسعة النطاق في أوروبا الوسطى والشرقية، وتصاعدت لا سيما في ربيع براغ في تشيكوسلوفاكيا وفي وارسو وبولندا ويوغوسلافيا.

## خلفية
اختلفت التكهنات الأساسية حول الأسباب الشاملة للاحتجاجات السياسية التي تركزت في عام 1968. يقول البعض إن الاحتجاجات يمكن أن تعزى إلى التغيرات الاجتماعية خلال السنوات العشرين التي تلت نهاية الحرب العالمية الثانية. كانت العديد من الاحتجاجات ردًا مباشرًا على الظلم الظاهر، مثل تلك التي أُعرب عنها في معارضة تورط الولايات المتحدة في حرب فيتنام.

### عالم ما بعد الحرب
عاشت معظم بلدان العالم طفرة غير عادية في عدد المواليد بعد الحرب العالمية الثانية، ما خلق مجموعات سكانية كبيرة. وُلد هؤلاء الأطفال خلال فترة من السلام والازدهار لمعظم البلدان. كان هذا هو الجيل الأول الذي نشأ بوجود التلفزيون في منازلهم. كان للتلفزيون أثر عميق على هذا الجيل بطريقتين. أولًا: أعطاهم منظورًا مشتركًا يمكن من خلاله رؤية العالم. لم يشارك الأطفال الذين نشؤوا في هذه الحقبة الأخبار والبرامج التي شاهدوها على شاشات التلفزيون فحسب، بل تلقوا أيضًا لمحة عن عوالم بعضهم البعض. ثانيًا: سمح التلفزيون لهم بمعايشة الأحداث العامة الكبرى. حُضر التعليم العام على نطاق أوسع وأكثر توحيدًا، وخلق تجربة مشتركة أخرى. كانت متاجر السلسلة والمطاعم ذات الامتيازات تجلب تجارب تسوق وتناول طعام مشتركة للناس في أنحاء مختلفة من العالم.
كانت أزمة الصواريخ الكوبية والحرب الباردة تجربة مشتركة أخرى لهذا الجيل. عُززت المعرفة بأن أي هجوم نووي يمكن أن ينهي حياتهم في أي لحظة من خلال تدريبات القنابل في الفصول الدراسية ما خلق جوًا من الخوف. مع تقدمهم في سن المراهقة، أصبحت الحركة المناهضة للحرب والحركة النسوية قوية في معظم أنحاء العالم.

### الحركات الاجتماعية
كانت الكتلة الشرقية قد شهدت بالفعل على العديد من الاحتجاجات الجماهيرية في العقود التي تلت الحرب العالمية الثانية، بما في ذلك الثورة المجرية والانتفاضة في ألمانيا الشرقية والعديد من الإضرابات العمالية في بولندا، وخاصة تلك المهمة في بوزنان في عام 1956.
بدأت موجات الحركات الاجتماعية طوال الستينيات في تشكيل قيم الجيل الذي كان في مرحلة الجامعة خلال عام 1968. في أمريكا، كانت حركة الحقوق المدنية في أكثر حالاتها عنفًا. كذلك في أيرلندا الشمالية، إذ مهدت الطريق لثورة منظمة ضد الحكم البريطاني. كانت إيطاليا وفرنسا في خضم حركة اشتراكية. كانت الحركة السياسية لليسار الجديد تتسبب في اضطرابات سياسية في العديد من دول أوروبا وأمريكا الجنوبية. بالإضافة إلى بدء الصراع الإسرائيلي الفلسطيني. كانت حركة بريطانيا العظمى المناهضة للحرب قوية جدًا وكفاح الاستقلال الأفريقي مستمرًا. اندلعت المظاهرات الطلابية في بولندا في مارس عام 1968 في جامعة وارسو عندما حظرت الحكومة أداء مسرحية لأدم ميكيفيتش (تسايدي، الذي كتب في عام 1824) في المسرح البولندي في وارسو، على أساس أنها تضمنت «مراجع معادية للسوفيت». وتُعرف الآن باسم أحداث مارس 1968.
جعلت الحركة النسوية جيلًا كاملًا يشكك في اعتقادهم بأن الأسرة أكثر أهمية من الفرد. جعلتهم حركة السلام يطرحون التساؤلات ويشككون أكثر مما كانوا بالفعل. بحلول الوقت الذي بدأوا فيه الدراسة الجامعية، كان الكثير منهم جزءًا من الثقافة المناهضة للمؤسسة وأصبحوا قوة دافعة لموجة من التمرد التي بدأت في حرم الجامعات واكتسحت العالم.
انتمى طلاب الكلية عام 1968 إلى سياسة اليسار الجديد. أدت ميولهم الاشتراكية وعدم الثقة في السلطة إلى العديد من الصراعات عام 1968. أظهرت الأحداث الدرامية لهذا العام شعبية وحدود إيديولوجية اليسار الجديد، وهي حركة يسارية راديكالية كانت متناقضة بشدة بشأن علاقتها بالشيوعية خلال السنوات الوسطى واللاحقة من الحرب الباردة.
كانت مظاهرات الطلاب في بلغراد -عاصمة يوغوسلافيا- في 2-3 يونيو 1968 هي أول احتجاج جماعي في البلاد بعد الحرب العالمية الثانية. قمعت السلطات الاحتجاج، في حين أوقف الرئيس جوزيب بروز تيتو الاحتجاجات تدريجيًا بالرضوخ إلى بعض مطالب الطلاب. واندلعت الاحتجاجات أيضًا في عواصم أخرى للجمهوريات اليوغوسلافية -سراييفو وزغرب وليوبليانا- لكنها كانت أصغر وأقصر مما كانت عليه في بلغراد.
واجهت تشيكوسلوفاكيا في عام 1968 عملية تعرف باسم ربيع براغ أثناء الغزو السوفييتي لتشيكوسلوفاكيا في أغسطس 1968، إذ رد المواطنون التشيكوسلوفاكيون على الهجوم على سيادتهم بمقاومة سلبية. شعرت القوات السوفيتية بالإحباط بسبب رسم اللافتات في الشوارع، وإغلاق مصادر المياه بشكل غامض، بالإضافة إلى المباني المزينة بالورود والأعلام والشعارات مثل «لا يستطيع الفيل ابتلاع القنفذ». ارتدى المارة صلبان معقوفة ومشوا على جانبي الدبابات السوفيتية. رُسمت علامات الطرق بشكل مفرط لتصبح واضحة للمارة، كتبوا باللغة الروسية «Москва» (موسكو)، تلميحًا للقوات السوفيتية من أجل مغادرة البلاد.
نظم ثمانية مواطنين روس مظاهرة في 25 أغسطس 1968 في الميدان الأحمر في موسكو احتجاجًا على الغزو السوفيتي لتشيكوسلوفاكيا. وبعد مرور نحو خمس دقائق، ضُرب المتظاهرون ونُقلوا إلى مركز للشرطة. تلقى سبعة منهم عقوبات قاسية وصلت إلى السجن لعدة سنوات.

## الاحتجاجات
تضمنت الاحتجاجات التي اندلعت طوال عام 1968 عددًا كبيرًا من العمال والطلاب والفقراء الذين واجهوا قمعًا متزايدًا في جميع أنحاء العالم. كان التحرر من قمع الدولة نفسه هو التيار الأكثر شيوعًا في جميع الاحتجاجات المدرجة أدناه. ثم انقسمت إلى مجموعة متنوعة من الأسباب الاجتماعية التي تردد صداها مع بعضها البعض: في الولايات المتحدة وحدها على سبيل المثال، كانت الاحتجاجات من أجل الحريات المدنية، وضد العنصرية ومعارضة حرب فيتنام، وكذلك النسوية وبدايات الحركة البيئية، بما في ذلك الاحتجاجات ضد الأسلحة البيولوجية والنووية، تجمعت كلها خلال ذلك العام. أصبح التلفزيون -المؤثر جدًا في تشكيل الهوية السياسية لهذا الجيل- الأداة المفضلة للثوار. إذ خاضوا معاركهم ليس فقط في الشوارع والجامعات، ولكن أيضًا على شاشة التلفزيون من خلال استمالة التغطية الإعلامية.
مع اشتداد موجات الاحتجاجات على طول الستينيات إلى مستوى جديد في عام 1968، قامت الحكومات القمعية من خلال حملات القمع الواسعة النطاق للشرطة، وإطلاق النار، والإعدامات، وحتى المذابح، بمحاربة الصراعات الاجتماعية في المكسيك والبرازيل وإسبانيا وبولندا وتشيكوسلوفاكيا والصين. في برلين الغربية وروما ولندن وباريس وإيطاليا والعديد من المدن الأمريكية والأرجنتين، لعبت النقابات العمالية والطلاب أدوارًا رئيسية وعانوا أيضًا من القمع السياسي.